# Dienstaufsichtsbeschwerde
Die Dienstaufsichtsbeschwerde ist im deutschen Verwaltungsrecht ein form- und fristloser Rechtsbehelf, mit dem die Verletzung einer Dienstpflicht eines Amtsträgers gerügt werden kann und der sich an die Dienstaufsicht oder die vorgesetzte Dienststelle oder an den Dienstvorgesetzten wendet. Sie ist abzugrenzen von der der Fachaufsichtsbeschwerde. Dienstaufsichtsbeschwerden und Fachaufsichtsbeschwerden bilden zusammen die Aufsichtsbeschwerden.

## Allgemeines
Die Dienstaufsichtsbeschwerde ist eine besondere Form der in Art. 17 GG vorgesehenen Petition. Sie richtet sich gegen das dienstliche Verhalten eines Amtsträgers, d. h. das Auftreten gegenüber dem Bürger. Die Dienstaufsichtsbeschwerde rügt dementsprechend das persönliche Fehlverhalten (etwa Unhöflichkeit, beleidigende oder herablassende Äußerungen) oder das unangemessene Auftreten, wenn Behördenvertreter sich etwa im Ton vergreifen oder gar handgreiflich werden. Nicht in Betracht kommt sie bei mangelnder Fachkompetenz oder falscher Rechtsanwendung; hierfür ist eine Fachaufsichtsbeschwerde zu stellen.
Die Dienstaufsichtsbeschwerde ist formlos an den Disziplinarvorgesetzten des Amtsträgers oder gleich an die Dienstaufsichtsbehörde zu richten. Die Beschwerde muss sodann in angemessener Frist beschieden werden, allerdings hat der Beschwerdeführer keinen Anspruch auf eine nähere Begründung. Die Dienstaufsichtsbeschwerde ersetzt nicht die etwa bei Verwaltungsakten vorgesehenen Rechtsbehelfe wie einen Widerspruch. 
Wie bei jeder Petition gemäß Art. 17 GG gibt es ein Recht auf Entgegennahme, sachliche Prüfung und eine entsprechende Antwort mittels eines begründeten Bescheids. Es gibt jedoch keinen Anspruch auf Erledigung im Sinne des Petenten. Es gibt auch keinen unmittelbaren Einfluss auf das dienstliche Verhalten des betroffenen Amtsträgers. Erkennt jedoch dessen vorgesetzte Stelle die Kritik der Beschwerde an, kann sie im Rahmen einer Disziplinarmaßnahme auf den Amtsträger einwirken. Auf Dienstaufsichtsbeschwerden ergehende Bescheide sind dementsprechend keine Verwaltungsakte. Insgesamt fehlt der Dienstaufsichtsbeschwerde das vollstreckungsrechtliche Element, das einem echten Rechtsbehelf innewohnt.

## Hierarchie
Bei der Dienstaufsichtsbeschwerde ist stets die Hierarchie innerhalb einer Behörde bzw. die Hierarchie der Behörden untereinander zu berücksichtigen, denn sie richtet sich an den Vorgesetzten eines Amtsträgers; letzterer darf die Dienstaufsichtsbeschwerde grundsätzlich nicht selbst beantworten (Interessenkollision).
Der Adressat einer Dienstaufsichtsbeschwerde kann sein
- die Dienstaufsichtsbehörde etwa bei Problemen mit
  - Finanzamt/Finanzamtsbediensteten: Adressat ist die Oberfinanzdirektion;
  - Gemeinde/Kommunalbediensteten: Adressat ist das Kommunalaufsichtsamt im jeweiligen Landratsamt bzw. der Regierungspräsident;
- die Behördenleitung etwa bei Problemen mit
  - einem Finanzamtsbediensteten: Adressat ist der Amtsvorsteher des Finanzamtes;
  - einem Kommunalbediensteten: Adressat ist der (Ober-)Bürgermeister.
- der Disziplinarvorgesetzte: bei Problemen mit dem Sachbearbeiter.

Auch Behörden untereinander sind streng hierarchisch gegliedert. Die Finanzämter unterstehen beispielsweise der Oberfinanzdirektion, eine städtische/kommunale Behörde wie etwa das Liegenschaftsamt oder Sozialamt untersteht dem (Ober-)Bürgermeister.
Aus dem Petitionsrecht des Art. 17 GG ergibt sich die Möglichkeit, dass sich Betroffene mit Beschwerden auch an die Volksvertretung wenden; das ist konkret bei Dienstaufsichtsbeschwerden der Petitionsausschuss des Deutschen Bundestages oder der Landtage (etwa Petitionsausschuss des nordrhein-westfälischen Landtags).

## Andere Länder
In Österreich ist die Dienstaufsichtsbeschwerde ähnlich gestaltet wie in Deutschland. Sie kann grundsätzlich von jedermann, „der sich durch das Vorgehen eines Organs ... für beschwert erachtet,“ erhoben werden. Sie dient dazu, „einen vermeintlichen Missstand der Oberbehörde – oder dem Dienstvorgesetzten des Organs – zur Kenntnis zu bringen, damit sie Abhilfe schaffen“.
Die Schweiz kennt die Aufsichtsbeschwerde. Die Aufsichtsbeschwerde (auch Aufsichtsanzeige) gemäss Art. 71 Verwaltungsverfahrensgesetz (Schweiz) ist ein blosser Rechtsbehelf, mit dem die Aufsichtsbehörde auf Missstände hingewiesen werden kann. Der Einreicher hat keinen Anspruch darauf, dass seine Eingabe behandelt wird oder dass in der Folge Anordnungen getroffen werden; der Anzeigende hat mithin keine Parteirechte (Art. 71 Abs. 2).